# Za plotem
Za plotem (v anglickém originále Over the Hedge) je americký animovaný komediální film z roku 2006. Filmu se režisérsky ujal Tim Johnson a Karey Kirkpatrick a producenty byli Bonnie Arnold a Christian Kubsch. Filmu byl vytvořen ve studiu DreamWorks. Premiéru měl 19. května 2006.
Hlasy postaviček v originále namluvili herci jako Bruce Willis, Garry Shandling, Steve Carell, William Shatner, Nick Nolte, Thomas Haden Church, Allison Janney, Eugene Levy, Catherine O'Hara, Avril Lavigne, Omid Djalili, Wanda Sykesová, Nicholas Guest, a Ariel Winter.
Mýval jménem R.J. žije sám bez rodiny a musí bojovat o jídlo, protože brzy znovu začíná zima a bez zásob ji nepřežije. Při hledání jídla narazí na jeskyni medvěda Vincenta, kterému se pokusí ukrást jeho zásoby na zimu. Vincent se ale probudí právě včas, aby viděl, jak R.J. omylem shodí jeho vozík se zásobami přímo pod auto. Pod výhrůžkou smrti jej donutí, aby mu sám nasbíral zásoby nové.
R.J. potom potká skupinku zvířat, skládající se z hyperaktivní veverky Hammyho, drsňácké skunčice Stelly, ježčí rodinky Penny a Loua s rozpustilými trojčaty, vačic Ozzieho a Heather a zodpovědného želváka Verna, která obývá malou paseku a právě probudila ze zimního spánku. Během doby, kdy spala se jejich svět změnil. Jejich domov sousedí s lidskou čtvrtí a odděluje je pouze vysoký živý plot. R.J. je promyšleně získá na svou stranu a navede ke krádežím jídla od lidí. Zvířata v čele s R.J. netuší, že to, co od lidí nakradou následně R.J. odnese medvědovi. Když pak vše nasbírají a zdá se, že mají vyhráno, R.J. vše ukradne a odnese Vincentovi. Mezitím zvířata zajme likvidátor, který je hodlá odvést a zabít. To ale R.J. nedovolí a začne jejich záchrana, při které se krom likvidátora musí zvířátka poprat i s medvědem Vincentem.

## Obsazení
- Želva Verne – Garry Shandling
- Mýval RJ – Bruce Willis
- Veverka Hammy – Steve Carell
- Skunk Stella – Wanda Sykesová
- Vačice Ozzie – William Shatner
- Medvěd Vincent – Nick Nolte
- Dwayne – Thomas Haden Church
- Gladys – Allison Janney
- Ježek Lou – Eugene Levy
- Ježek Penny – Catherine O'Hara
- Vačice Heather – Avril Lavigne
- Kočka Tiger – Omid Djalili
- Ježek Quillo – Madison Davenport
- Ježek Spike – Shane Baumel
- Ježek Bucky – Sami Kirkpatrick

Dabing
- Mýval RJ – Pavel Soukup
- Želva Verne – Martin Stránský
- Veverka Hammy – Bohdan Tůma
- Skunk Stella – Eva Spoustová
- Vačice Ozzie – Jiří Štěpnička
- Medvěd Vincent – Pavel Šrom
- Dwayne – Tomáš Juřička
- Gladys – Ljuba Krbová
- Ježek Lou – Luděk Čtvrtlík
- Ježek Penny – Radka Stupková
- Vačice Heather – Nikola Votočková
- Kočka Tiger – Marcel Rošetzký
- Debbie – Jana Mařasová

Další hlasy: Jan Battěk, Rozita Erbanová, Roman Hajlich, Hana Krtičková, Jitka Moučková, Petr Neskusil, Svatopluk Schuller, David Štěpán, Pavel Tesař & Jiří Valšuba